# L'Étoile du Nord (théâtre)
Pour les articles homonymes, voir L'Étoile du Nord.
L'étoile du nord est une salle de théâtre parisienne située au 16, rue Georgette-Agutte dans le 18e arrondissement de Paris.

## Présentation
L'étoile du nord est une scène dédiée à la jeune création et aux artistes émergents. Ce lieu place l’expérimentation au cœur de sa programmation, que ce soit en théâtre, danse ou littérature.
L’équipe du théâtre s’engage auprès des créateurs, elle les accompagne des prémices de leurs projets jusqu’à leur diffusion sur le plateau, elle soutient la jeune création pour l’aider à affirmer son identité artistique et montrer la nécessité de cette effervescence créative.
L’étoile du nord est un lieu passerelle entre les créateurs et le public. Ainsi tout au long de la saison et parallèlement à la diffusion de spectacles, L’équipe imagine des actions culturelles et artistiques en lien avec sa programmation. Ainsi, les artistes accueillis sont régulièrement amenés à proposer des ateliers, des représentations hors-les-murs, ou à mener des rencontres et des conférences auprès de différents publics.
Le lieu est aujourd’hui identifié comme Scène conventionnée d’intérêt national art et création pour la danse et les écritures contemporaines, il est aussi membre du Paris Réseau Danse aux côtés de L’Atelier de Paris / CDCN, du Studio Le Regard du Cygne et de micadanses.

## Historique
Créé en 1979, dans le 18e arrondissement de Paris, par une jeune compagnie à la recherche d'une salle de répétition du nom de « Théâtrographe » qui devint par la suite la « Compagnie des 2R », et plus tard la « Compagnie Macqueron Djaoui », la création de ce théâtre tient plus du hasard et d’un enchaînement de circonstances que d’un projet déterminé.
La compagnie rencontrant des difficultés à trouver un lieu de répétition pour leur prochain spectacle, elle pense à reprendre un théâtre ouvert par le metteur en scène franco-tchécoslovaque Jaromir Knittel qui avait dû abandonner faute de moyens et de soutiens, le « Théâtre Paris Nord ». La compagnie s'installe d'abord uniquement dans l'objectif de répéter son spectacle, puis de fil en aiguille décide de créer un autre spectacle sur place, puis de concevoir une programmation complète. La danse contemporaine est incluse dans la programmation dès 1982, rapidement rejointe par les spectacles destinés au jeune public qui font toute la singularité du théâtre.
Le « Théâtre Paris Nord » est devenu le « Théâtre 18 », s’est plus tard transformé en « Dix-Huit Théâtre » et a achevé sa mutation en devenant « L’étoile du nord ». Il a été dirigé de sa création en 1979 à 2020 par Jean Macqueron, metteur en scène français.

## Administration et budget
Le théâtre de L'étoile du nord n'est pas propriétaire des locaux, qui appartiennent à l'Association Championnet.
Le théâtre est principalement subventionné par la Ville de Paris, la Mairie du 18ème arrondissement et par la D.R.A.C. Ile-de-France et la Région Ile-de-France. C'est aujourd'hui une scène conventionnée d'intérêt national art et création pour la danse et les écritures contemporaines, après avoir bénéficié de « l'aide aux lieux » puis avoir été conventionné pour le théâtre et la danse et enfin uniquement conventionné au titre de la danse.